# Daniel Sprong
Daniel Sprong (né le 17 mars 1997 à Amsterdam aux Pays-Bas) est un joueur professionnel néerlandais de hockey sur glace. Il évolue au poste d'ailier droit.

## Biographie
Né à Amsterdam aux Pays-Bas, sa famille emménage au Canada, dans l'arrondissement de L'Île-Bizard à Montréal, alors qu'il est âgé de sept ans après qu'il a commencé à jouer au hockey dans son pays natal. 
En 2013, il commence sa carrière junior dans la LHJMQ avec les Islanders de Charlottetown. Il se démarque durant sa première saison avec 68 points, dont 30 buts, en 67 parties et est nommé sur l'équipe-type des recrues de la ligue. La saison suivante, il augmente sa production offensive avec 88 points. À l'issue de cette saison, il est repêché par les Penguins de Pittsburgh au 46e rang lors du deuxième tour du repêchage d'entrée dans la LNH 2015.
Après avoir signé son premier contrat professionnel avec l'équipe l'ayant repêché, il connaît un bon camp d'entraînement avec les Penguins et parvient à intégrer leur effectif. Après 18 matchs pour deux buts avec les Penguins où il reçoit peu de temps de jeu, il est retourné aux Islanders dans la LHJMQ.
Le 3 décembre 2018, il est échangé aux Ducks d'Anaheim en retour du défenseur Marcus Pettersson.
Le 24 février 2020, il passe des Ducks aux Capitals de Washington en retour du défenseur Christian Djoos.
Après avoir disputé 89 matchs avec les Capitals, il est échangé au Kraken de Seattle avec un choix de 4e tour en 2022 et un choix de 6e tour en 2023 contre Marcus Johansson, le 21 mars 2022. Il rejoint les Red Wings de Détroit pour la saison 2023-2024, avant de passer aux mains des Canucks de Vancouver la saison suivante. Toutefois, il ne dispute que quatre rencontres avec les Canucks avant de retourner avec le Kraken en novembre 2024. Il est par la suite échangé à la date limite des transactions aux Devils du New Jersey en retour d'un choix de 7e tour en 2026.

## Statistiques
| Saison     | Équipe                        | Ligue      |     | Saison régulière | Saison régulière | Saison régulière | Saison régulière | Saison régulière |   | Séries éliminatoires | Séries éliminatoires | Séries éliminatoires | Séries éliminatoires | Séries éliminatoires |
| Saison     | Équipe                        | Ligue      | PJ  | B                | A                | Pts              | Pun              | PJ               | B | A                    | Pts                  | Pun                  |                      |                      |
| 2013-2014  | Islanders de Charlottetown    | LHJMQ      | 67  | 30               | 38               | 68               | 20               | 4                | 4 | 1                    | 5                    | 0                    |                      |                      |
| 2014-2015  | Islanders de Charlottetown    | LHJMQ      | 68  | 39               | 49               | 88               | 18               | 10               | 7 | 4                    | 11                   | 6                    |                      |                      |
| 2015-2016  | Penguins de Pittsburgh        | LNH        | 18  | 2                | 0                | 2                | 0                | -                | - | -                    | -                    | -                    |                      |                      |
| 2015-2016  | Islanders de Charlottetown    | LHJMQ      | 33  | 16               | 30               | 46               | 22               | 12               | 4 | 11                   | 15                   | 12                   |                      |                      |
| 2015-2016  | Penguins de WBS               | LAH        | -   | -                | -                | -                | -                | 10               | 5 | 2                    | 7                    | 2                    |                      |                      |
| 2016-2017  | Islanders de Charlottetown    | LHJMQ      | 31  | 32               | 27               | 59               | 8                | 12               | 9 | 11                   | 20                   | 17                   |                      |                      |
| 2017-2018  | Penguins de WBS               | LAH        | 65  | 32               | 33               | 65               | 28               | 3                | 1 | 0                    | 1                    | 0                    |                      |                      |
| 2017-2018  | Penguins de Pittsburgh        | LNH        | 8   | 2                | 1                | 3                | 0                | -                | - | -                    | -                    | -                    |                      |                      |
| 2018-2019  | Penguins de Pittsburgh        | LNH        | 16  | 0                | 4                | 4                | 0                | -                | - | -                    | -                    | -                    |                      |                      |
| 2018-2019  | Ducks d'Anaheim               | LNH        | 47  | 14               | 5                | 19               | 10               | -                | - | -                    | -                    | -                    |                      |                      |
| 2019-2020  | Gulls de San Diego            | LAH        | 39  | 11               | 16               | 27               | 24               | -                | - | -                    | -                    | -                    |                      |                      |
| 2019-2020  | Ducks d'Anaheim               | LNH        | 8   | 1                | 1                | 2                | 0                | -                | - | -                    | -                    | -                    |                      |                      |
| 2019-2020  | Bears de Hershey              | LAH        | 5   | 1                | 5                | 6                | 2                | -                | - | -                    | -                    | -                    |                      |                      |
| 2020-2021  | Capitals de Washington        | LNH        | 42  | 13               | 7                | 20               | 12               | 3                | 0 | 1                    | 1                    | 4                    |                      |                      |
| 2021-2022  | Capitals de Washington        | LNH        | 47  | 8                | 6                | 14               | 8                | -                | - | -                    | -                    | -                    |                      |                      |
| 2021-2022  | Kraken de Seattle             | LNH        | 16  | 6                | 0                | 6                | 0                | -                | - | -                    | -                    | -                    |                      |                      |
| 2022-2023  | Kraken de Seattle             | LNH        | 66  | 21               | 25               | 46               | 14               | 10               | 1 | 1                    | 2                    | 0                    |                      |                      |
| 2023-2024  | Red Wings de Détroit          | LNH        | 76  | 18               | 25               | 43               | 22               | -                | - | -                    | -                    | -                    |                      |                      |
| 2024-2025  | Canucks de Vancouver          | LNH        | 9   | 1                | 2                | 3                | 2                | -                | - | -                    | -                    | -                    |                      |                      |
| 2024-2025  | Kraken de Seattle             | LNH        | 10  | 1                | 1                | 2                | 0                | -                | - | -                    | -                    | -                    |                      |                      |
| 2024-2025  | Firebirds de Coachella Valley | LAH        | 19  | 11               | 14               | 25               | 6                | -                | - | -                    | -                    | -                    |                      |                      |
| 2024-2025  | Devils du New Jersey          | LNH        | 11  | 0                | 2                | 2                | 0                | 1                | 0 | 0                    | 0                    | 0                    |                      |                      |
| Totaux LNH | Totaux LNH                    | Totaux LNH | 374 | 87               | 79               | 166              | 68               | 14               | 1 | 2                    | 3                    | 4                    |                      |                      |

## Trophées et honneurs personnels

### Ligue de hockey junior majeur du Québec
- 2013-2014 : nommé dans l'équipe des recrues de la LHJMQ

### Ligue américaine de hockey
- 2017-2018 : nommé dans l'équipe des recrues de la LAH